# Chamberlinius hualienensis
Chamberlinius hualienensis är en mångfotingart som beskrevs av Wang 1956. Chamberlinius hualienensis ingår i släktet Chamberlinius och familjen orangeridubbelfotingar. Inga underarter finns listade i Catalogue of Life.